# سقنقور أملس
سقنقور أملس (الاسم العلمي: Lioscincus)، جنس عظاءات من فصيلة السقنقورية. الجنس مستوطن في كاليدونيا الجديدة.

## الأنواع
هناك نوعان معترف بهما على أنهما صحيحان.
- Lioscincus steindachneri Bocage, 1873 – سقنقور الغابة أبيض الشفاه، سقنقور شتاينداشنر الأرضي
- Lioscincus vivae Sadlier، Bauer، A. Whitaker & S.A. Smith, 2004

## للاستزادة
- Bocage JVB du (1873). "III. Sur quelques Sauriens nouveaux de la Nouvelle Calédonie et de l'Australie ". Jornal de Sciencias Mathematicas Physicas e Naturaes, Lisboa 4 (9): 228–232. (Lioscincus, new genus, p. 228). (in اللغة الفرنسية).